# Гринфилд (тауншип, Миннесота)
Гринфилд (англ. Greenfield) — тауншип в округе Уабаша, Миннесота, США. На 2000 год его население составило 1254 человека.

## География
По данным Бюро переписи населения США площадь тауншипа составляет 98,0 км², из которых 85,4 км² занимает суша, а 12,6 км² — вода (12,87%).

## Демография
По данным переписи населения 2000 года здесь находились 1254 человека, 516 домохозяйств и 378 семей.  Плотность населения —  14,7 чел./км².  На территории тауншипа расположено 720 построек со средней плотностью 8,4 построек на один квадратный километр. Расовый состав населения: 99,84 % белых, 0,08 % коренных американцев и 0,08 % приходится на две или более других рас.
Из 516 домохозяйств в 26,2 % воспитывались дети до 18 лет, в 66,7 % проживали супружеские пары, в 3,9 % проживали незамужние женщины и в 26,7 % домохозяйств проживали несемейные люди. 22,1 % домохозяйств состояли из одного человека, при том 9,5 % из — одиноких пожилых людей старше 65 лет. Средний размер домохозяйства — 2,43, а семьи — 2,84 человека.
22,2 % населения — младше 18 лет, 5,4 % — в возрасте от 18 до 24 лет, 22,6 % — от 25 до 44, 32,4 % — от 45 до 64, и 17,4 % — старше 65 лет. Средний возраст — 45 лет. На каждые 100 женщин приходилось 105,2 мужчин.  На каждые 100 женщин старше 18 приходилось 105,0 мужчин.
Средний годовой доход домохозяйства составлял 44 643 доллара, а средний годовой доход семьи —  52 500 долларов. Средний доход мужчин —  32 841  доллар, в то время как у женщин — 28 333. Доход на душу населения составил 25 610 долларов. За чертой бедности находились 1,9 % семей и 3,4 % всего населения тауншипа, из которых 10,2 % старше 65 лет.